# Moraea unibracteata
Moraea unibracteata är en irisväxtart som beskrevs av Peter Goldblatt. Moraea unibracteata ingår i släktet Moraea och familjen irisväxter.
Artens utbredningsområde är KwaZulu-Natal. Inga underarter finns listade i Catalogue of Life.